# Spermatyzacja
Spermatyzacja – jeden ze sposobów rozmnażania płciowego. Polega na połączeniu się haploidalnego zarodnika typu spermacjum ze strzępką haploidalnej grzybni. Może nastąpić tylko wtedy, gdy zarodnik i grzybnia należą do różnych typów płciowych oznaczanych jako (+) i (–).  W wyniku kontaktu spermacjum z grzybnią następuje plazmogamia, kariogamia dopiero po dłuższej przerwie. Tego typu rozmnażanie występuje u podstawczaków z rzędu rdzowców (Pucciniales) oraz u wielu workowców.
U rdzy zbożowej (Puccinia graminis) spermatyzacja zachodzi między strzępkami grzybni rozwijającej się na liściach berberysu, a odmiennego typu płciowego spermacjami przyniesionymi przez owady ze spermogonium. W jej wyniku powstają zarodniki zwane ecjosporami, mogące zakażać zboża. U grzybów workowych ze spermacjów powstają strzępki workotwórcze wytwarzające worki z askosporami.